# Slagsmålsklubben & Frej
Slagsmålsklubben & Frej är en EP med Slagsmålsklubben som släpptes januari 2003 av Djur and Mir.

## Låtförteckning[1]

### Sida A
1. Hyreshusklossar (Featuring CK)
2. Filter Fabric Facts (Dj Upperkurt Instrumental Remix)

### Sida B
1. Slaxmål
2. Den ironiskt nog enda boten är att sova för gott (Featuring Chris Cook & Tommy)